# Ami-Sadukova Venerina tablica
Ami-Sadukova Venerina tablica (Enuma Anu Enlil, tablica 63) je zapis astronomskih opazovanj planeta Venere, ki se je ohranil na številnih klinopisnih tablicah iz 1. tisočletja pr. n.. št.. Domneva se, da so bili zapisi opazovanj prvič zbrani med vladavino Ami-Saduke, desetega kralja iz Prve babilonske dinastije in četrtega po Hamurabiju, ki je vladal okoli 1582-1562 pr. n. št. (kratka kronologija). Izvirno besedilo je verjetno iz sredine 17. stoletja pr. n. št..
Na tablici so zapisani časi Venerinih vzhodov in njene prve in zadnje vidnosti nad obzorjem pred ali po sončnem vzhodu in sončnem zahodu v obliki lunarnih datumov. Opazovanja zajemajo obdobje 21 let.

## Razlaga
Za izvirna opazovanja, opisana v tablici, so na začetku 20. stoletja predlagali več možnih datumov. Začetku opazovanj Venere ustrezajo leta 1702 pr. n. št., 1646 pr. n. št., 1582 pr. n. št. in 1550 pr. n. št., računana po dolgi, srednji, kratki oziroma ultra kratki kronologiji.
Pomembnost tablice za potrditev babilonska kronologije je prvi prepoznal nemški asiriolog Franz Xaver Kugler leta 1912, ko je z njeno pomočjo prepoznal Leto zlatega prestola (Venera, tablica K 160) kot osmo leto vladanja kralja Ami-Saduke. Od takrat se kopija iz 7. stoletja razlaga različno, ker se z njo poskuša podpreti več kronologij 2. tisočletja pr. n. št..
V razlagah zapisa astronomskih opazovanj Venere je še vedno veliko negotovosti. Nekatere tablice so verjetno celo ponarejene. Možne so tudi popačitve opazovanj zaradi loma svetlobe v ozračju, na kar je opozoril armenski matematični fizik Vahe Gurzadyan.